# Parafia św. Romana w Chicago
Parafia św. Romana w Chicago (ang. St. Roman's Parish) – parafia rzymskokatolicka położona w Chicago w stanie Illinois w Stanach Zjednoczonych.
Jest ona wieloetniczną parafią w dzielnicy Little Village głównie dla polskich imigrantów.
Parafia została poświęcona św. Romanowi.